# Lemvig-Thyborøn Håndbold
Lemvig-Thyborøn Håndbold er en håndboldklub, der kommer fra Lemvig. Klubben spiller i den bedste danske herre håndboldrække Herrehåndboldligaen, efter oprykningen fra 1. division i foråret 2018.
Lemvig-Thyborøn Håndbolds licens hører til moderklubben Lemvig Nissum Håndbold, der blev stiftet helt tilbage i 1969, under navnet NNFH Lemvig. Senere blev der oprettet en professionel eliteafdeling for det bedste herrehold, der først gik under navnet Lemvig Håndbold, og senere altså Lemvig-Thyborøn Håndbold.

## Spillertrup 2023/24
Klubben har følgende spillere i sæsonen 2022/23:
| Nr. | Navn                  | Nationalitet | Position     |
| --- | --------------------- | ------------ | ------------ |
| x   | Kim Sonne             | Danmark      | Målmand      |
| 2   | Lasse Pedersen        | Danmark      | Venstre back |
| x   | Laurits Hofmann       | Danmark      | Venstre fløj |
| x   | Kjartan Johansen      | Færøerne     | Højre back   |
| 7   | Niels Lindholt        | Danmark      | Stregspiller |
| 8   | Jeppe Gade            | Danmark      | Playmaker    |
| 9   | Nicolai Pugholm       | Danmark      | Stregspiller |
| x   | Nikolaj Juhl Pedersen | Danmark      | Højre back   |
| 11  | Tobias Bay            | Danmark      | Venstre fløj |
| x   | Simon Meinby          | Danmark      | Målmand      |
| 14  | Fredrik Clementsen    | Norge        | Stregspiller |
| x   | Mads Stensgård        | Danmark      | Højre fløj   |
| 18  | Emil Jensen           | Danmark      | Playmaker    |
| 20  | Tobias Myssing        | Danmark      | Højre fløj   |
| x   | Bertram Simonsen      | Danmark      | Venstre back |
| 25  | Emil Jessen           | Danmark      | Venstre back |
| 32  | Christian Sabroe Holm | Danmark      | Playmaker    |

## Tidligere sæsoner
| Sæson   | Række            | Nummer | Note                        | Træner(e)                                | Topscorer          |
| ------- | ---------------- | ------ | --------------------------- | ---------------------------------------- | ------------------ |
| 2003/04 | 1. division vest | 2      | Oprykningsspil              | Arne Damgaard                            |                    |
| 2004/05 | 1. division      | 8      |                             | Benny Nielsen (afløses af Arne Damgaard) |                    |
| 2005/06 | 1. division      | 1      | Direkte oprykning           | Pether Krautmeyer                        |                    |
| 2006/07 | Håndboldligaen   | 14     | Direkte nedrykning          | Pether Krautmeyer                        |                    |
| 2007/08 | 1. division      | 3      | Oprykningsspil              | Pether Krautmeyer                        |                    |
| 2008/09 | 1. division      | 1      | Direkte oprykning           | Søren Baadsgaard                         |                    |
| 2009/10 | Håndboldligaen   | 12     | Op- / nedrykningsspil       | Søren Baadsgaard                         | Torben Vinther     |
| 2010/11 | Håndboldligaen   | 9      | Op- / nedrykningsspil       | Søren Baadsgaard                         | Jeppe Fruensgaard  |
| 2011/12 | Håndboldligaen   | 14     | Direkte nedrykning          | Søren Baadsgaard (a. af Anders Thomsen)  | Rasmus Porup       |
| 2012/1  | 1. division      | 4      | Op- / nedrykningsspil       | Anders Thomsen                           | Søren Nørgård      |
| 2013/14 | 1. division      | 4      | Op- / nedrykningsspil       | Arne Damgaard                            | Rasmus Porup       |
| 2014/15 | Håndboldligaen   | 12     | Op- / nedrykningsspil       | Arne Damgaard                            | Søren Nørgård      |
| 2015/16 | 1. division      | 6      |                             | Arne Damgaard                            | Søren Nørgård      |
| 2016/17 | 1. division      | 8      |                             | Arne Damgaard                            | Matias Damgaard    |
| 2017/18 | 1. division      | 2      | Op- / nedrykningsspil       | Arne Damgaard                            | Søren Nørgård      |
| 2018/19 | Håndboldligaen   | 12(12) | Op- / nedrykningsspil       | Claus Uhrenholt                          | Jonas Gade Nielsen |
| 2019/20 | Håndboldligaen   | 13     | Kun grundspil pga. Covid-19 | Anders Thomsen                           | Jonas Langerhuus   |
| 2020/21 | Håndboldligaen   | 13(12) | Op- /nedrykningsspil        | Anders Thomsen                           | Jesper Kokholm     |
| 2021/22 | Håndboldligaen   | 9(11)  | Op- /nedrykningsspil        | Dennis Bo Jensen                         | Jesper Kokholm     |
| 2022/23 | Håndboldligaen   | 13(13) | Op- /nedrykningsspil        | Dennis Bo Jensen                         | Jeppe Gade Nielsen |
| 2023/24 | Håndboldligaen   | 14     | Nedrykning                  | Dennis Bo Jensen                         | Jeppe Gade Nielsen |
| 2024/25 | 1 division       |        |                             | Daniel Birkelund                         |                    |

Endelig placering efter op/ned.spil i parentes.

## Største navne i LTH
Nicolaj Øris Nielsen, Klaus Thomsen, Jannick Green, Heino Holm Knudsen, Søren Nørgård, Rasmus Porup, Joakim Hykkerud, Andreas Holst

## Ekstern henvisning
- Klubbens hjemmeside

DHF.dk